# Franciscus Florius
Franciscus Florius (auch Franz Flori der Ältere; * um 1530 in Maastricht (unsicher); † 1588 in München) war ein franko-flämischer Komponist, Sänger und Kapellschreiber der Renaissance.

## Leben und Wirken
Über die frühen Jahre und die Ausbildung von Franciscus Florius sind keine Informationen überliefert. Die musikhistorische Forschung nimmt an, dass er zusammen mit Orlando di Lasso im Herbst 1556 nach München gekommen ist, wo er an der Hofkapelle von Herzog Albrecht V. eine Anstellung als Sänger erhielt, und zwar als Hofbassist. Seine Besoldung war höher als die des damaligen Kapellmeisters Ludwig Daser. Am 23. April 1557 bekam er einen Bestallungsbrief, der ihm eine lebenslange Stellung und Besoldung garantierte. Neben seiner Tätigkeit als Sänger war Florius, zusammen mit dem Hofkopisten Johannes Pollet, auch als Notenkopist eingesetzt. Nach dem Ausscheiden Pollets 1571 stieg er zum Hauptkopisten auf; diese Stellung hatte er bis zu seinem Tod inne. Zahlreiche historische Chorbücher der Bayerischen Staatsbibliothek und des Münchner Jesuitenkollegs sind ganz oder teilweise von seiner Hand geschrieben. In neuerer Zeit ist die Handschrift von Franz Flori dem Älteren auch in einem Chorbuch nachgewiesen worden, das sich heute in Utrecht befindet. Er hat die von ihm gefertigten Abschriften regelmäßig mit sorgfältigen Datumsangaben versehen, so dass viele Rückschlüsse auf Entstehungszeit und Anlass der betreffenden Werke, meist von Orlando di Lasso, möglich sind.
Franciscus Florius hatte vier Söhne, Franciscus (Franz Flori den Jüngeren, um 1552–1583) sowie Johannes (vor 1555 – nach 1598), Jakob (um 1554 – nach 1599) und Georg Florius (um 1558 – nach 1594), die alle als Sänger und Komponisten hervorgetreten sind. Lange Zeit war es nicht möglich, bei den überlieferten Werken zwischen Vater und Sohn Franciscus Florius zu unterscheiden. Datierung und Erscheinungsort der Drucke des Verlegers Jacob Baethen in Maastricht sprechen jedoch inzwischen mehr für die Autorschaft des Vaters. Die Reisen der Münchner Hofkapelle und eigene Reisen führten den Komponisten 1570 an den Kaiserhof nach Wien, 1571 nach Innsbruck und 1575 in die Niederlande. Die besondere Wertschätzung seiner Arbeit durch den Herzog ergibt sich auch daraus, dass dieser ihm im Lauf der Jahre wiederholt Gnadengelder gewährt hat.

## Werke
- Missa [Semibrevis] quatuor vocum super carmen belgicum „Waer maech sy syn“ zu vier Stimmen
- Lied „Waer machse sijn die alderliefste“ zu drei Stimmen